# Hageland (wijnstreek)
Het Hageland is de oudste erkende Belgische wijnstreek. Voor wijnen afkomstig uit de regio die aan specifieke kwaliteitsvereisten voldoen, wordt de beschermde oorsprongsbenaming Hagelandse Wijn toegekend.

## Geschiedenis

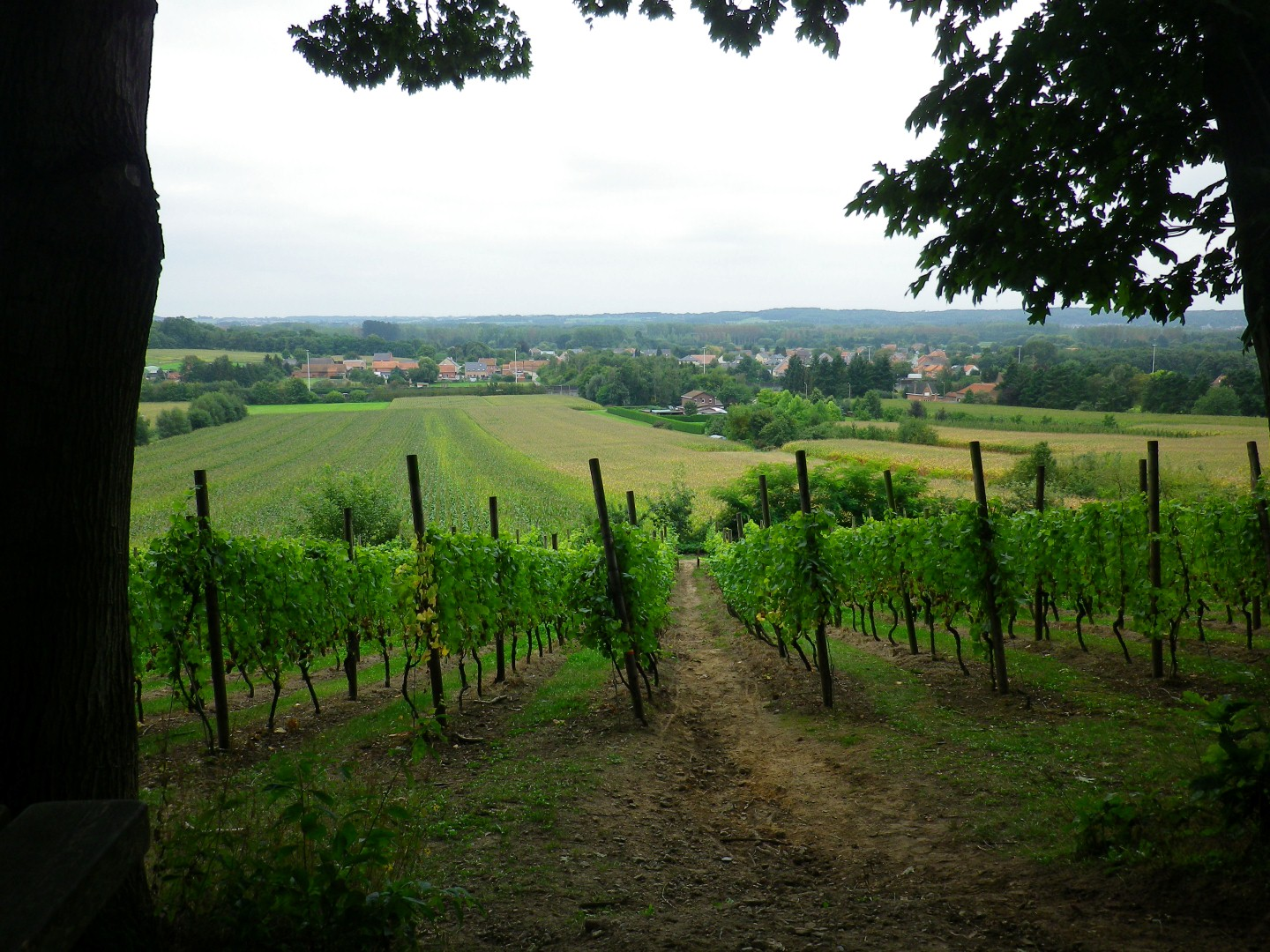
Wijngaarden op de Wijngaardberg.

Reeds in de middeleeuwen werd er in het Hageland in het toenmalige Hertogdom Brabant aan aan wijnbouw gedaan. Gedurende de Kleine IJstijd ging echter het aantal wijngaarden achteruit en met de Franse verovering van de Oostenrijkse Nederlanden kwam er in heel hedendaags België tijdelijk een einde aan de wijnbouw. Vanaf 1814 werd er aan de Wijngaardberg in het Hageland, op initiatief van J.F. Audoor, een betrekkelijk grootschalige wijngaard van 34 ha aangelegd. Om het microklimaat te verbeteren werd er een muur van ijzerzandsteen aangelegd, de zogeheten wijnmuur. Deze is 1546 meter lang, maximaal 1,6 meter hoog en 1,7 meter breed. Omstreeks 1845 kwam er een einde aan deze activiteit, toen de meest noordelijke wijngaard van Europa.
Sinds de jaren 60 van de 20ste eeuw werd er, na een afwezigheid van 115 jaar, weer op kleine schaal aan wijnbouw gedaan in het Hageland. In 1997 werd de beschermde oorsprongsbenaming Hagelandse Wijn in het leven geroepen voor wijnen die aan specifieke kwaliteitsvereisten voldoen. Sindsdien kent de wijnbouw in de streek een heropleving en zijn er talrijke wijngaarden aangelegd. Er wordt zowel witte als rode wijn geproduceerd.

## Geografische afbakening
De geografische afbakening van het gebied komt grotendeels overeen met de toeristische regio Hageland, maar niet volledig. Er zijn enkele gemeenten die traditioneel niet altijd worden beschouwd als deel uitmakend van het Hageland, die wel in de geografische afbakening van de beschermde oorsprongsbenaming (BOB) vallen. Concreet gaat het om de gemeentes Bertem, Leuven en Oud-Heverlee in de provincie Vlaams-Brabant, en om de gemeente Halen in de provincie Limburg. Daarnaast zijn in de gemeente Zoutleeuw de buurtschap Booienhoven en de deelgemeente Ossenweg uitgesloten van de regio, de rest van Zoutleeuw valt wel onder de afbakening van de BOB. Ook Keerbergen, dat deel uitmaakt van het Regionaal Landschap Noord-Hageland, valt buiten de de geografische afbakening van het appellatiegebied. Het volledige appellatiegebied ligt in wijnbouwzone A.
De volgende gemeenten vallen binnen de geografische afbakening van de BOB Hagelandse Wijn:
Aarschot • Begijnendijk • Bekkevoort • Bertem • Bierbeek • Boutersem • Diest • Geetbets • Glabbeek • Halen • Hoegaarden • Holsbeek • Kortenaken • Landen • Leuven • Linter • Lubbeek • Oud-Heverlee • Rotselaar • Scherpenheuvel-Zichem • Tielt-Winge • Tienen • Tremelo • Zoutleeuw (met inbegrip van de deelgemeenten Zoutleeuw, Budingen, Dormaal en Helen-Bos, en met uitzondering van de buurtschap Booienhoven en de deelgemeente Ossenweg)

## Terroir
De wijngaarden liggen voornamelijk op zuidelijk gerichte hellingen en heuvels met goede afwatering. De toppen van de heuvels, georiënteerd van zuidwest naar noordoost, zijn zandbanken die bloot kwamen te liggen na de terugtrekking van de zee 7 miljoen jaar geleden. De hellingen zijn rijk aan ijzer. De unieke eigenschappen van de bodem en de ijzerlagen geven de Hagelandse wijnen hun kenmerkende mineraliteit, elegantie, verfijning en goed gestructureerde zuurgraad, waardoor ze een internationaal niveau bereiken.

## Druivenrassen
Er wordt een grote verscheidenheid aan druivenrassen gehanteerd, voor de BOB Hagelandse Wijn is het gebruikt van de volgende rassen toegestaan:
Acolon • Auxerrois Blanc • Bacchus • Cabernet Cantor • Cabernet Cortis •  Cabernet Dorsa • Cabernet Jura • Cabernet Noir • Cabernet Sauvignon • Chardonnay • Dornfelder  • Gruner Veltliner • Johanniter • Kerner • Lemberger • Leon Milot • Merlot • Merlot Khorus • Müller Thurgau • Muscaris • Ortega Blanc • Pinot Blanc • Pinot Gris • Pinot Meunier • Pinot Noir - Vroege Loonse • Pinotin • Ravel Blanc • Regent • Riesling • Satin Noir • Sauvignac • Siegerrebe Rs - Sieger • Solaris • Sorelli • Souvignier Gris • Tempranillo

## Wijndomeinen
Hieronder staat een opsomming van de (professionele) wijngaarden die gelegen zijn in de wijnstreek Hageland van wijnbouwers die zijn aangesloten bij de VZW Belgische Wijnbouwers. Niet alle wijnbouwers in deze lijst hebben wijnen met erkenning als BOB Hagelands wijn. Sommigen onder hen hebben een erkenning van een andere beschermde oorsprongsbenaming dan de BOB Hagelandse wijn (BOB Vlaamse mousserende kwaliteitswijn of BGA Vlaamse Landwijn), aangezien er een ander wijnbereidingsprocedé wordt gevolgd.
- Chardonnay Meerdael (BOB Vlaamse mousserende kwaliteitswijn)
- Den Aeretop (BOB Vlaamse mousserende kwaliteitswijn)
- Domein Chartreuzenberg (BOB Hagelandse wijn, BOB Vlaamse mousserende kwaliteitswijn, BGA Vlaamse Landwijn)
- Domein La Terre de Wackerzeele
- Graevenberger
- Wijngaard Het Eikenvat (BGA Vlaamse Landwijn, eveneens een wijngaard in beheer buiten het Hageland)
- Leefdaeler
- LEMAR Winery
- Liemau
- Steenen Muur
- Wijndomein den Eeckhout
- Wijndomein Hagelander & Petrushoeve
- Wijngaard Sint-Denijs (in beheer van Wijndomein Hagelander & Petrushoeve)[8]
- Wijndomein Coberger (in beheer van Wijndomein Hagelander & Petrushoeve)[9]
- Wijndomein Kluisberg (BOB Hagelandse wijn)
- Wijndomein Ter Weyden Bosch
- Wijngaard Danouise
- Wijngaard ten Gaerde
- Wijnkasteel Haksberg
- Wijnkasteel Vandeurzen

De volgende domeinen zijn niet aangesloten bij de VZW Belgische Wijnbouwers (lijst niet exhaustief):
- Wijndomein Uylenbergher[10]
- Wijndomein Rijnrode[11]
- Hageling Wijnbouw
- Wijndomein Ten Bunder[12]
- Wijnhoeve Elzenbosch[13]
- Wijngaarden Steenkuyl en Neerinckveld (De Wijnfaktorij)[14]
- Wijndomein Barenberg[15]
- Wijdomein Houwaartse Wijngaard[16]